# Wiesław Szpakowicz

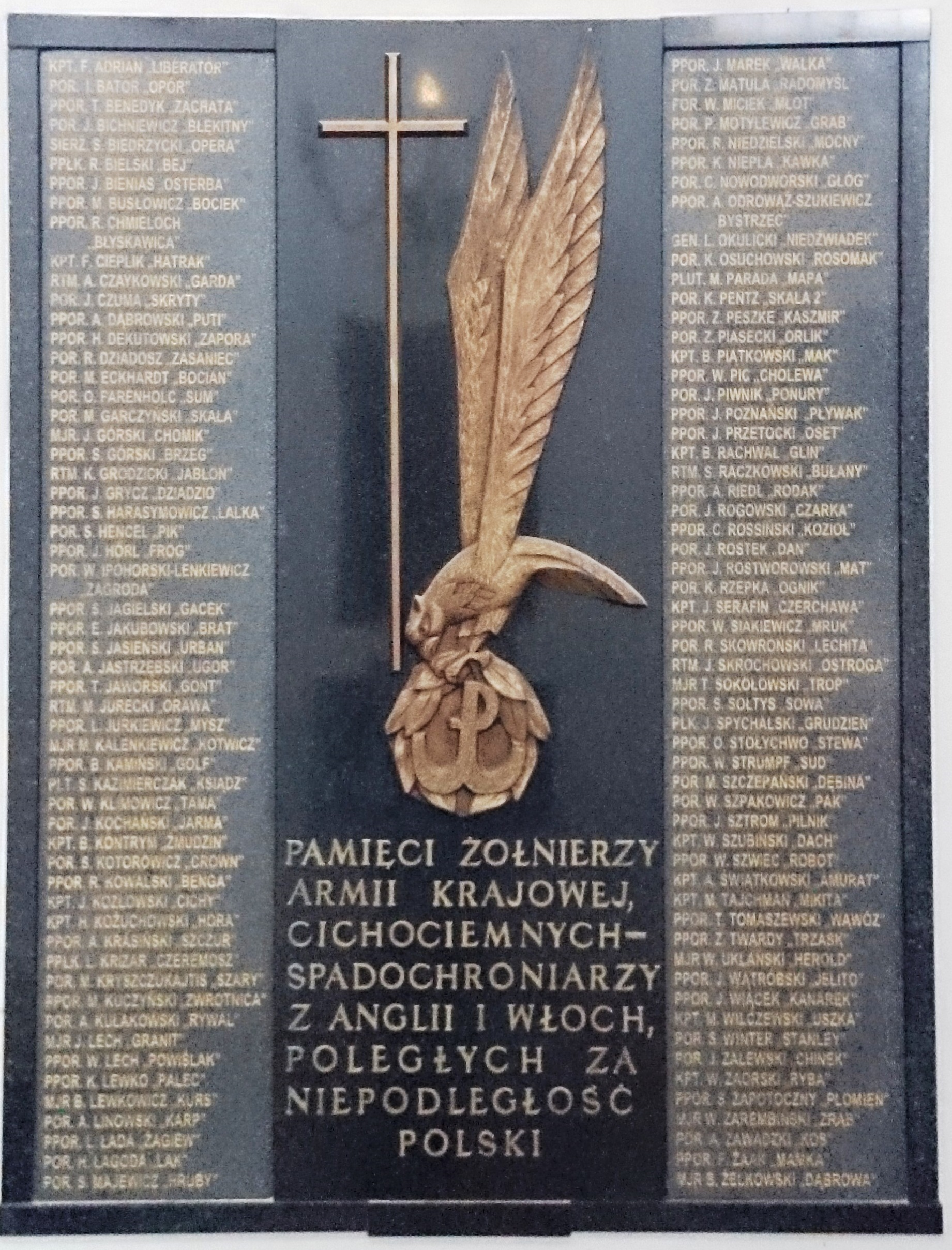
Tablica w kościele św. Jacka w Warszawie, upamiętniająca poległych cichociemnych, w tym Wiesława Szpakowicza

Wiesław Szpakowicz vel Wiesław Sieniawski pseud.: Pak, Ćwok (ur. 6 listopada 1906 w Petersburgu, zm. 30 października 1942 w czasie lotu nad Norwegią, między Helleren a  Refsland (w okręgu Rogaland)) – porucznik piechoty, cichociemny, działacz ONR.

## Życiorys
Wiesław Szpakowicz przed II wojną światową zaczął w 1929 roku studia w Warszawie na Wydziale Prawa Uniwersytetu Warszawskiego. W 1936 został adwokatem i następnie pracował jako radca prawny Zarządu Komisarycznego m.st. Warszawy. Od 1934 roku związany z Obozem Narodowo-Radykalnym.
W  czasie kampanii wrześniowej był kurierem Sztabu Naczelnego Wodza. 18 września 1939 roku przekroczył granicę polsko-rumuńską, w listopadzie 1939 roku dotarł do Francji, gdzie do czerwca 1940 roku walczył w 7 pułku piechoty 3 Dywizji Piechoty, a w czerwcu 1940 roku do Wielkiej Brytanii, gdzie służył w 4 Brygadzie Kadrowej Strzelców. Następnie został przeniesiony do 1 Samodzielnej Brygady Spadochronowej.
Zgłosił się do służby w kraju. Przeszedł szkolenie ze specjalnością dywersja, a 24 sierpnia 1942 roku został zaprzysiężony na Ratę AK i przydzielony do Oddziału  VI (Specjalnego) Sztabu Naczelnego Wodza. W ramach operacji „Pliers” w nocy z 29 na 30 października 1942 roku jako porucznik cichociemny „Pak” leciał do Polski w samolocie Halifax NF-S W-7773, który rozbił się ok. godz. 3 rano nad Norwegią między miejscowościami Helleren i Refsland. Trzej cichociemni wieźli też do Polski 156 tys. dolarów i 70 tys. marek niemieckich. Pozostałymi poległymi cichociemnymi byli: Jerzy Bichniewicz i Stanisław Hencel.
Wraz z pozostałymi uczestnikami operacji „Pliers” i załogą samolotu spoczął na cmentarzu w Egersund. W 1953 roku ciała poległych przeniesiono na Volvat w Oslo.
Wiesław Szpakowicz prowadził w czasie wojny (w latach 1939–1942) dzienniki, które zostały wydane w 2014 roku staraniem rzeszowskiego oddziału IPN (Wiesław Szpakowicz, Dzienniki cichociemnego, wstęp, opracowanie i redakcja: Krzysztof Kaczmarski i Krzysztof Adam Tochman, IPN, Rzeszów 2014, ISBN 978-83-7629-687-6).

## Odznaczenia
- Krzyż Walecznych – czterokrotnie
- Srebrny Krzyż Zasługi z Mieczami.

## Życie rodzinne
Był synem Jana, adwokata, i Bronisławy z domu Szwarc. W 1931 roku ożenił się Heleną Sieniawską (1900–1975). Mieli syna Jana Józefa (ur. w 1938 roku).

## Upamiętnienie
W lewej nawie kościoła św. Jacka przy ul. Freta w Warszawie odsłonięto w 1980 roku tablicę Pamięci żołnierzy Armii Krajowej, cichociemnych – spadochroniarzy z Anglii i Włoch, poległych za niepodległość Polski. Wśród wymienionych 110 poległych cichociemnych jest Wiesław Szpakowicz.